# Arisaig Provincial Park
Arisaig Provincial Park är en park i Kanada.   Den ligger i provinsen Nova Scotia, i den östra delen av landet, 1 100 km öster om huvudstaden Ottawa. Arisaig Provincial Park ligger 26 meter över havet.
Terrängen runt Arisaig Provincial Park är kuperad åt sydost, men åt nordost är den platt. Havet är nära Arisaig Provincial Park åt nordväst. Runt Arisaig Provincial Park är det glesbefolkat, med 8 invånare per kvadratkilometer.. 